# ليشغون
ليشغون بالفارسية: لشگون، كما يُكتب بالتهجئة اللاتينية Leshgūn؛ ومعروفة أيضا بأسماء مختلفة مثل Lashkoon، Leshkān، Leshkūn، وLīshkūn) هي قرية إيرانية تقع في قسم لامرد الريفي في البلدة المركزية في مقاطعة لامرد، محافظة فارس، إيران. بلغ عدد سكانها حسب تعداد عام 2006 حوالي 378 نسمة يشكّلون 80 أسرة.